# 奧弗特恩冰川
奧弗特恩冰川（英語：Overturn Glacier）是南極洲的冰川，位於奧次地，屬於達爾文山脈的一部分，最終注入哈瑟頓冰川，由新西蘭探險隊成員命名，現時由南極條約體系管理。